# Super Monkey Ball 3D
Super Monkey Ball 3D (en japonés: スーパーモンキーボール　3D, romanizado: Sūpāmonkībōru 3D) es una entrada en la serie Super Monkey Ball desarrollada para Nintendo 3DS. Los jugadores pueden usar el Circle Pad o el giroscopio internode Nintendo 3DS para navegar por AiAi y los demás para que puedan recolectar tantos plátanos como sea posible dentro del límite de tiempo como en los juegos anteriores de la serie.

## Jugabilidad
Super Monkey Ball 3D admite tres modos de juego con todas las funciones: los rompecabezas tradicionales de Super Monkey Ball, "Monkey Race" en el que los jugadores compiten entre sí en frenéticas batallas de autos y "Monkey Fight" en el que los jugadores luchan entre sí en peleas maníacas similares a las Serie de juegos Super Smash Bros. Los dos últimos modos, Monkey Race y Monkey Fight, se pueden jugar a través de una conexión inalámbrica con hasta cuatro jugadores de forma local.
Fue lanzado originalmente el 3 de marzo de 2011 en Japón. Posteriormente se lanzó como título de lanzamiento el 25 de marzo, el 27 de marzo y el 31 de marzo del mismo año en Europa, América del Norte y Australia, respectivamente. Sega también lanzó el juego como título descargable para Nintendo eShop en Europa y Norteamérica el 3 de abril de 2014.

## Recepción
El juego recibió críticas mixtas. Audrey Drake de IGN le dio al juego 7.5/10, elogiando la jugabilidad y la historia, pero criticó a Monkey Race por ser una "copia de Mario Kart con controles torpes" y a Monkey Fight por "ser una copia de Super Smash Bros. con controles torpes". Chris Schilling de Eurogamer le dio al juego un 4/10. El agregador de reseñas Metacritic le dio al juego 55/100 según 57 reseñas.